# Honington (Warwickshire)
Pour les articles homonymes, voir Honington.

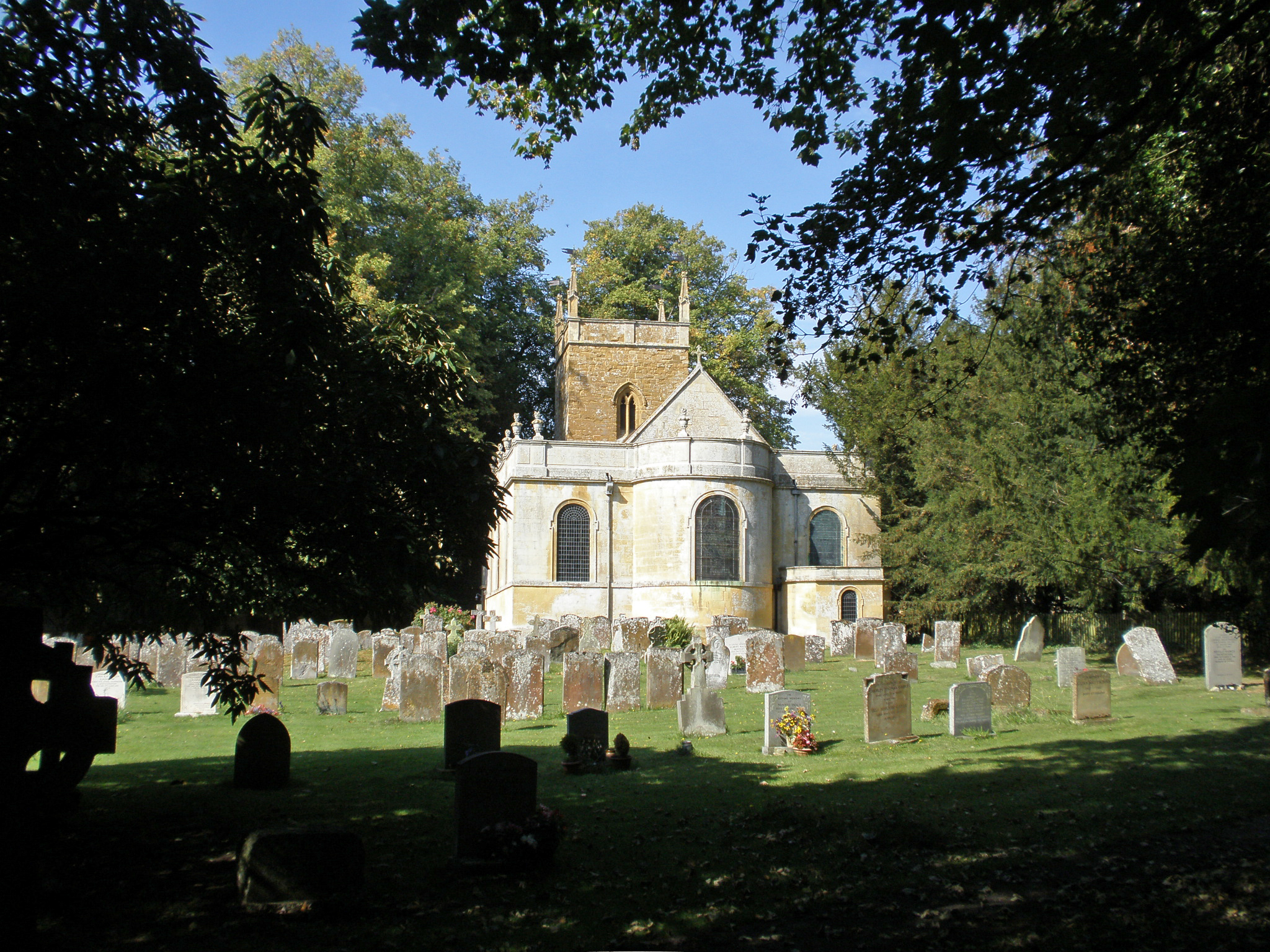

Honington est un village et une paroisse civile du Warwickshire, en Angleterre.